# Riku Hashimoto
Riku Hashimoto (橋本 陸 Hashimoto Riku?), född 11 februari 1998 i Saitama prefektur, är en japansk fotbollsspelare.
Hashimoto började sin karriär 2020 i Fukushima United FC.